# Марганець Михайло
Марганець Михайло (1850–1919) — Інженер-лісовод, державний секретар ЗУНР, співавтор закону про земельну реформу. Розстріляний поляками.